# Grey Seas, Grey Skies
Grey Seas, Grey Skies, scritto anche senza virgola nel logo, è un videogioco strategico a turni di guerra navale moderna uscito nel 1983 per Apple II e successivamente convertito per Commodore 64 e Atari ST. Venne pubblicato da Simulations Canada, in precedenza un editore di wargame da tavolo, che entrò nel mercato dei videogiochi strategici allora dominato da Strategic Simulations e Avalon Hill.
Come altri titoli che l'editore canadese produsse in quel periodo, Grey Seas, Grey Skies è un videogioco ibrido con un gioco da tavolo: a video è puramente testuale, con grafica soltanto nella schermata introduttiva, ma la confezione originale include tabellone e pedine di cartone per rappresentare la situazione tattica al tavolo.
Il programma è scritto in BASIC.

## Modalità di gioco
Il gioco rappresenta una battaglia navale tra due giocatori oppure contro il computer, in uno scenario a scelta tra sette predefiniti o in uno completamente definito dall'utente. Gli scenari predefiniti sono ipotetici, tranne uno basato sulla Guerra delle Falkland.
Sono presenti tutte le moderne tecnologie delle marine di allora: navi di ogni categoria, missili antinave come Exocet, Harpoon e Styx, elicotteri antisommergibile, aerei imbarcati e non, missili aria-aria, sottomarini nucleari, contromisure elettroniche, armi nucleari tattiche. Le fazioni controllabili, con i rispettivi armamenti, includono Stati Uniti, Regno Unito, Francia, Unione Sovietica, Argentina, Germania Ovest, Giappone, India, Italia, Cina. La simulazione è molto dettagliata, ma poco documentata; il manuale non dà informazioni quantitative sulle capacità di ogni arma e strumento.
Il tabellone cartaceo rappresenta un'area ampia 180 000 iarde (circa 165 km) ed è diviso da una griglia cartesiana con spaziatura di 10 000 iarde (circa 9 km); le pedine rappresentano fino a 10 unità navali in totale. Il tabellone serve a tener traccia delle proprie forze, mentre la posizione di quelle avversarie è segreta. Per le partite a due giocatori si hanno a disposizione due tabelloni, uno per ciascuno, da non mostrare all'avversario.
Ogni turno rappresenta 6 minuti di tempo reale; un'opzione permette di limitare anche il tempo a disposizione del giocatore per fare le sue mosse. L'eventuale avversario umano non dovrebbe guardare mentre gioca l'altro.
A ogni turno, con interfaccia testuale in inglese, ogni giocatore per ciascuna delle sue unità può definire la rotta, effettuare osservazioni visive ed elettroniche con radar e sonar, attive o passive, controllare armi e sistemi di puntamento, dare ordini a eventuali velivoli imbarcati. In seguito si viene aggiornati sullo stato delle unità e si può aggiornare il tabellone di conseguenza.
Il gioco è incentrato su individuazione del nemico e scelta di come e quando usare gli armamenti. I computer di bordo per il puntamento delle armi sono più efficaci se inseguono un bersaglio per più turni, d'altra parte attendere troppo espone a sorprese nemiche.